# روجر تايلور (تنس)
روجر تايلور (بالإنجليزية: Roger Taylor)‏ مواليد 14 أكتوبر 1941 في شفيلد، يوركشاير، إنجلترا، هو لاعب كرة مضرب إنجليزي سابق بدأ مسيرته كمحترف سنة 1967 وكان يلعب باليد اليسرى، اعتزل اللعب في 1980. كما أنه أحد أبطال الجراند سلام. أعلى تصنيف له في الفردي كان المركز الـ 8 في سنة 1970.

## بطولات حققها
- بطولة أمريكا المفتوحة للتنس

## روابط خارجية
- روجر تايلور على موقع رابطة محترفي التنس (الإنجليزية)
- روجر تايلور على موقع الاتحاد الدولي لكرة المضرب (الإنجليزية)
- روجر تايلور على موقع كأس ديفيز (الإنجليزية)
- روجر تايلور على موقع خلاصة التنس.كوم (الإنجليزية)